# Bisdom Providence
Het bisdom Providence (Latijn: Dioecesis Providentiensis) is een rooms-katholiek bisdom met als zetel Providence, hoofdstad van de Amerikaanse staat Rhode Island. Het bisdom is suffragaan aan het aartsbisdom Hartford. 

## Geschiedenis
Het bisdom werd opgericht op 16 februari 1872, uit delen van de bisdommen Boston en Hartford, en was suffragaan aan het aartsbisdom New York. Op 12 februari 1875 veranderde het van kerkprovincie en werd suffragaan aan het nieuw verheven aartsbisdom Boston. Op 12 maart 1904 verloor het gebied bij de oprichting van het bisdom Fall River. Op 6 augustus 1953 veranderde het opnieuw van kerkprovincie en werd suffragaan aan het nieuw verheven aartsbisdom Hartford. 

## Parochies
Het bisdom had in 2021 een oppervlakte van 3.247 km2 en telde 1.062.750 inwoners waarvan 59,0% rooms-katholiek was.

## Bisschoppen
- Thomas Francis Hendricken (16 februari 1872 - 11 juni 1886)
- Matthew A. Harkins (11 februari 1887 - 25 mei 1921)
  - Thomas Francis Doran (hulpbisschop: 26 februari 1915 - 3 januari 1916)
  - Denis Matthew Lowney (hulpbisschop: 24 augustus 1917 - 13 augustus 1918)
- William Augustine Hickey (25 mei 1921 - 4 oktober 1933; coadjutor sinds 10 maart 1919)
- Francis Patrick Keough (10 februari 1934 - 29 november 1947)
- Russell Joseph McVinney (29 mei 1948 - 10 augustus 1971)
  - Thomas Francis Maloney (hulpbisschop: 2 januari 1960 - 10 september 1962)
  - Bernard Matthew Kelly (hulpbisschop: 25 november 1963 - 14 juni 1971)
- Louis Edward Gelineau (6 december 1971 - 11 juni 1997)
  - Kenneth Anthony Angell (hulpbisschop: 9 augustus 1974 - 6 oktober 1992)
- Robert Edward Mulvee (11 juni 1997 - 31 maart 2005; coadjutor sinds 9 februari 1995)
  - Robert Joseph McManus (hulpbisschop: 1 december 1998 - 9 maart 2004)
- Thomas Joseph Tobin (31 maart 2005 - 1 mei 2023)
  - Robert Charles Evans (hulpbisschop: 15 oktober 2009 - 23 november 2022)
- Richard Garth Henning (1 mei 2023 - 5 augustus 2024; coadjutor sinds 23 november 2022)
  - Albert A. Kenney (administrator: 1 november 2024 - heden)

## Galerij van afbeeldingen

Wapen van het bisdom
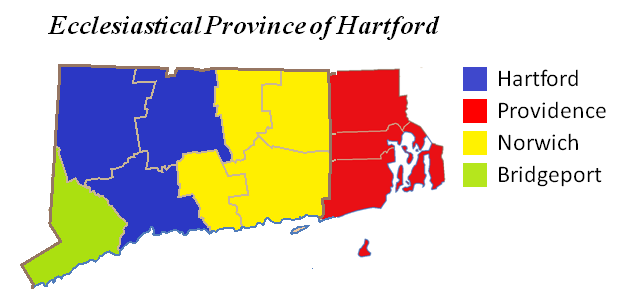
Kerkprovincie met aartsbisdom en suffragane bisdommen
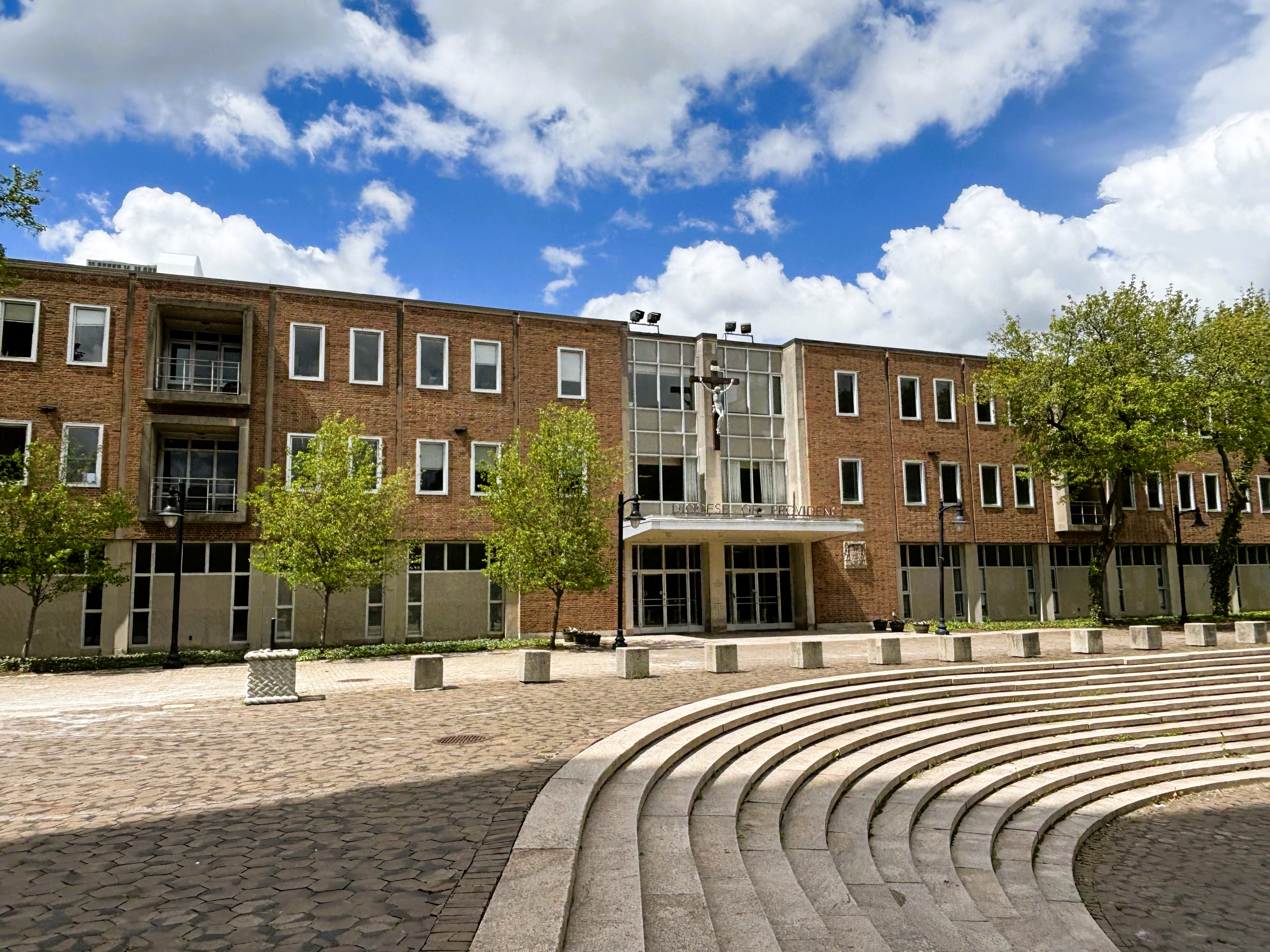
Kanselarij van het bisdom
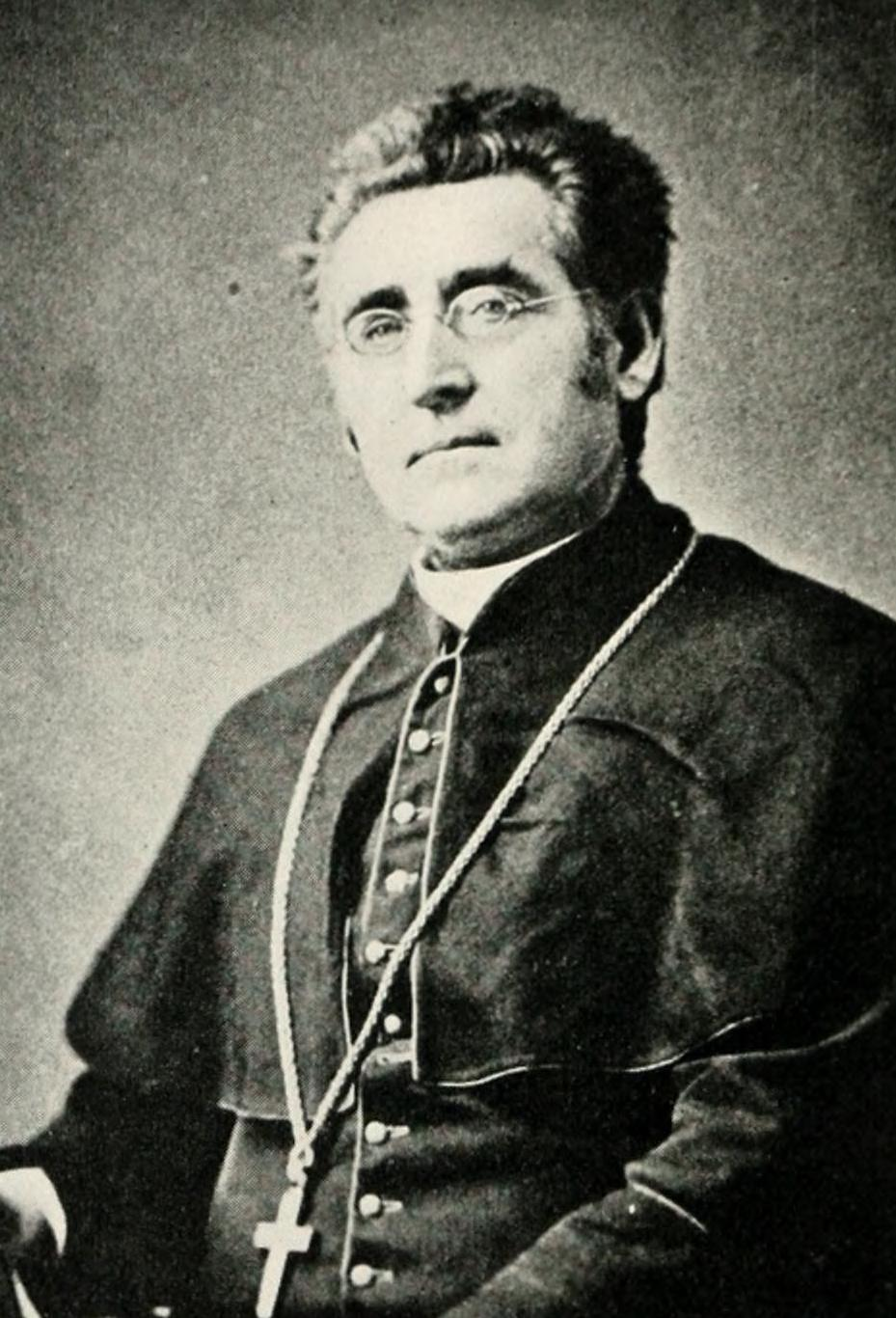
Bisschop Thomas Francis Hendricken (1872-1886), de eerste bisschop
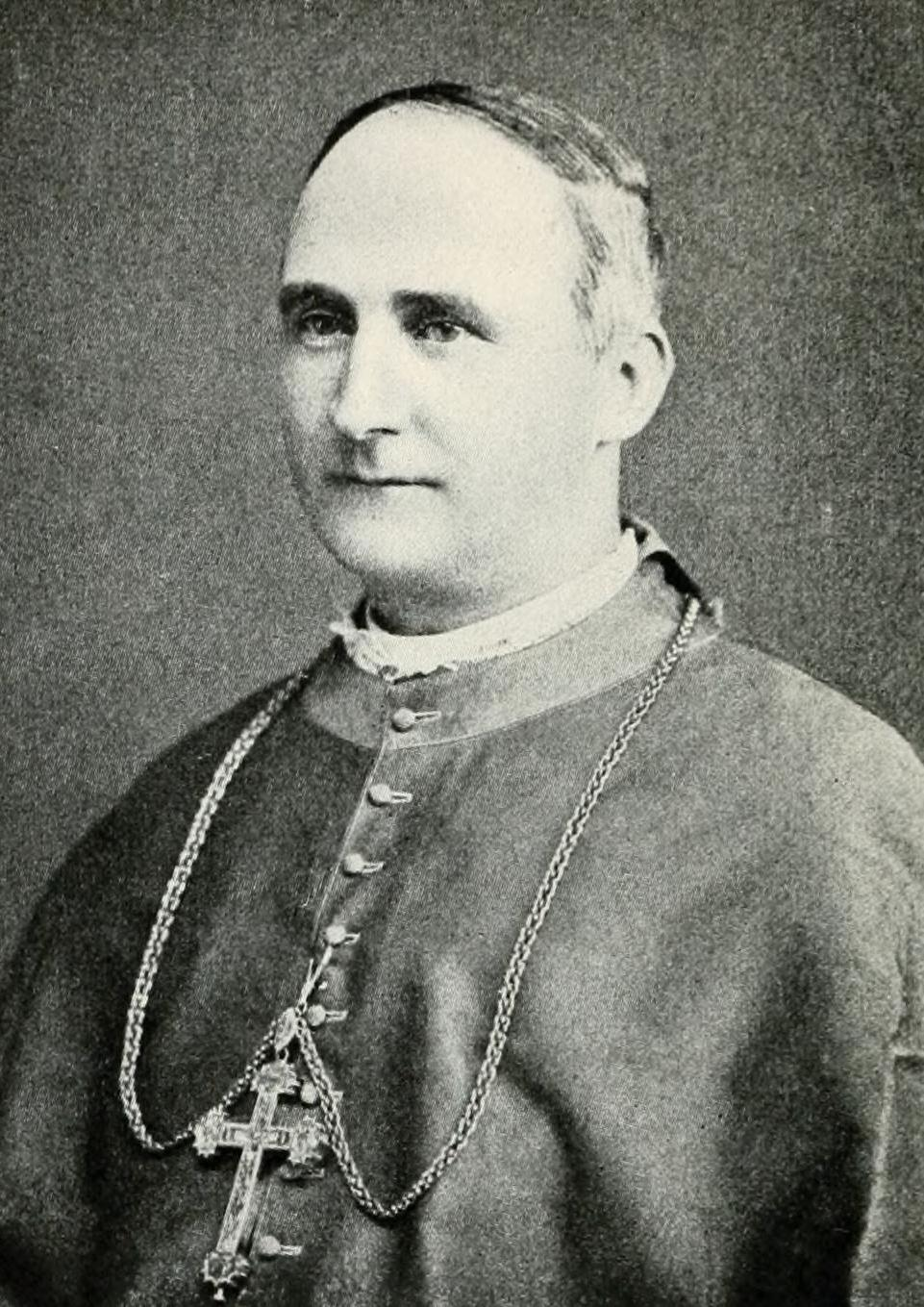
Bisschop Matthew A. Harkins (1887-1921)

Hartford (aartsbisdom) · Bridgeport · Norwich · Providence